# Kymyr
Kymyr (ukrainisch Кимир; russisch Кимир Kimir, polnisch Kimirz) ist ein Dorf in der westukrainischen Oblast Lwiw mit etwa 400 Einwohnern.
Am 12. Juni 2020 wurde das Dorf ein Teil der neu gegründeten Stadtgemeinde Peremyschljany im Rajon Lwiw, bis dahin gehörte es mit den Dörfern Nedilyska (Неділиська), Tschupernossiw (Чуперносів) und Uschkowytschi zur Landratsgemeinde Uschkowytschi im Rajon Peremyschljany.

## Geschichte
Der Ort wurde im Jahre 1456 als Kymyrz und später als Kymyerz (1487, 1515), Kimierz (1578) und Kimirz (1785) urkundlich erwähnt.
Er gehörte zunächst zum Lemberger Land in der Woiwodschaft Ruthenien der Adelsrepublik Polen-Litauen. Bei der Ersten Teilung Polens kam das Dorf 1772 zum neuen Königreich Galizien und Lodomerien des habsburgischen Kaiserreichs (ab 1804).
Im Jahre 1784 im Zuge der Josephinischen Kolonisation wurden auf dem Grund des Dorfes deutsche Kolonisten katholischer Konfession angesiedelt. Die römisch-katholischen Einwohner gehörten der Pfarrei Swirsch an.
Im Jahre 1900 hatte die Gemeinde Kimirz 145 Häuser mit 849 Einwohnern, davon 544 polnischsprachige, 168 ruthenischsprachige, 137 deutschsprachige, 452 römisch-katholische, 367 griechisch-katholische, 30 Juden.
Nach dem Ende des Polnisch-Ukrainischen Kriegs 1919 kam die Gemeinde zu Polen. Im Jahre 1921 hatte sie 151 Häuser mit 922 Einwohnern, davon 668 Polen, 254 Ruthenen, 506 römisch-katholische, 365 griechisch-katholische, 51 Juden (Religion).
Im Zweiten Weltkrieg gehörte der Ort zuerst zur Sowjetunion und ab 1941 zum Generalgouvernement, ab 1945 wieder zur Sowjetunion, heute zur Ukraine.